# Cieksyn (gmina)
Cieksyn (do 1952 Błędówko) – dawna gmina wiejska istniejąca w latach 1952–1954 w woj. warszawskim (dzisiejsze woj. mazowieckie). Siedzibą gminy był Cieksyn.
Gmina została utworzona w dniu 28 marca 1952 roku w woj. warszawskim, w powiecie płońskim, po przeniesieniu siedziby gminy Błędówko z Błędówka do Cieksyna i zmianie nazwy jednostki na gmina Cieksyn. W dniu 1 lipca 1952 roku gmina Cieksyn składała się z 25 gromad.
Gmina została zniesiona 29 września 1954 roku wraz z reformą wprowadzającą gromady w miejsce gmin. Jednostki nie przywrócono 1 stycznia 1973 roku po reaktywowaniu gmin.